# Snowboard na Zimowych Igrzyskach Olimpijskich 2010 – slalom gigant równoległy kobiet
Zawodniczki o mistrzostwo olimpijskie w slalomie gigancie równoległym walczyły 26 lutego w Cypress Mountain Resort położonym w północnym Vancouver. Faworytkami zawodów były świetnie spisujące się w Pucharze Świata Holenderka Nicolien Sauerbreij i Austriaczka Doris Günther, kolejna Austriaczka Marion Kreiner, wicemistrzyni olimpijska z Turynu Niemka Amelie Kober oraz mistrzyni świata w slalomie równoległym z 2009 r. Szwajcarka Fränzi Mägert-Kohli.
W kwalifikacjach najlepsza okazała się Kreiner, w czołówce znalazły się także Sauerbreij, Günther oraz dość niespodziewanie Rosjanki Jekatierina Iluchina i Jekatierina Tudiegieszewa. Kober zakwalifikowała się z 12-tym czasem, natomiast Mägert-Kohli odpadła już na tym etapie. W 1/8 finału wszystkie faworytki wygrały swe pojedynki z wyjątkiem Doris Günther, która uległa Niemce Selinie Jörg. W ćwierćfinale Kreiner z dużą przewagą pokonała Niemkę Anke Karstens, Iluchina pokonała Kober, Jörg minimalnie pokonała Austriaczkę Inę Meschik, a Sauerbreij wygrała z inną Austriaczką Claudią Riegler.
W półfinale Iluchina upadła w pierwszym biegu, ale błąd Kreiner w drugim pozwolił Rosjance na awans do finału. Georg minimalnie prowadziła z Sauerbreij po pierwszym biegu, ale w drugim upadła i to Holenderka awansowała. Jörg nie sprawiła Marion Kreiner większych kłopotów w walce o brąz i Austriaczka z wyraźną przewagą zdobyła medal. W ścisłym finale Nicolien Sauerbreij i Jekatierina Iluchina stoczyły zacięty pojedynek. Po pierwszym biegu o 0,02 sekundy prowadziła Rosjanka. Jednak po drugim biegu o 0,23 sekundy lepsza okazała się Sauerbreij i to Holenderka otrzymała złoty medal olimpijski.

## Wyniki

### Kwalifikacje
| Pozycja | Nr | Zawodniczka               | Kraj | Para Kwali. | Czas    | Para Elimi. | Czas    | Łącznie   | Uwagi |
| ------- | -- | ------------------------- | ---- | ----------- | ------- | ----------- | ------- | --------- | ----- |
| 1       | 11 | Marion Kreiner            | AUT  | 6           | 40.63   | 14          | 41.89   | 1:22.52   | Q     |
| 2       | 8  | Nicolien Sauerbreij       | NDL  | 4           | 41.04   | 14          | 42.14   | 1:23.18   | Q     |
| 3       | 1  | Doris Günther             | AUT  | 1           | 40.52   | 15          | 42.68   | 1:23.20   | Q     |
| 4       | 14 | Jekatierina Iluchina      | RUS  | 7           | 41.61   | 11          | 41.82   | 1:23.43   | Q     |
| 5       | 3  | Jekatierina Tudiegieszewa | RUS  | 2           | 41.15   | 12          | 42.57   | 1:23.72   | Q     |
| 6       | 21 | Camille De Faucompret     | FRA  | 11          | 41.35   | 11          | 42.38   | 1:23.73   | Q     |
| 7       | 7  | Claudia Riegler           | AUT  | 4           | 41.08   | 13          | 42.66   | 1:23.74   | Q     |
| 8       | 23 | Anke Karstens             | GER  | 12          | 41.59   | 9           | 42.31   | 1:23.90   | Q     |
| 9       | 10 | Alexa Loo                 | CAN  | 5           | 42.36   | 7           | 41.86   | 1:24.22   | Q     |
| 10      | 4  | Tomoka Takeuchi           | JPN  | 2           | 41.61   | 12          | 42.81   | 1:24.42   | Q     |
| 11      | 9  | Ina Meschik               | AUT  | 5           | 42.43   | 7           | 42.08   | 1:24.51   | Q     |
| 12      | 6  | Amelie Kober              | GER  | 3           | 41.98   | 9           | 42.61   | 1:24.59   | Q     |
| 13      | 2  | Michelle Gorgone          | USA  | 1           | 40.19   | 15          | 44.44   | 1:24.63   | Q     |
| 14      | 19 | Selina Jörg               | GER  | 10          | 42.53   | 5           | 42.10   | 1:24.63   | Q     |
| 15      | 17 | Isabella Laböck           | GER  | 9           | 42.22   | 8           | 42.74   | 1:24.96   | Q     |
| 16      | 25 | Annamari Czundak          | UKR  | 13          | 42.46   | 6           | 42.98   | 1:25.44   | Q     |
| 17      | 12 | Alona Zawarzina           | RUS  | 6           | 42.04   | 8           | 43.47   | 1:25.51   |       |
| 18      | 18 | Nathalie Desmares         | FRA  | 9           | 41.89   | 10          | 43.82   | 1:25.71   |       |
| 19      | 20 | Joh Shaw                  | AUS  | 10          | 43.41   | 5           | 42.69   | 1:26.10   |       |
| 20      | 15 | Caroline Calvé            | CAN  | 8           | 43.90   | 1           | 42.48   | 1:26.38   |       |
| 21      | 22 | Eri Yanetani              | JPN  | 11          | 41.57   | 13          | 44.82   | 1:26.39   |       |
| 22      | 29 | Zuzana Doležalová         | CZE  | 15          | 43.33   | 2           | 43.22   | 1:26.55   |       |
| 23      | 27 | Ilona Ruotsalainen        | FIN  | 14          | 43.29   | 4           | 43.37   | 1:26.66   |       |
| 24      | 13 | Swietłana Bołdykowa       | RUS  | 7           | 43.30   | 3           | 43.36   | 1:26.66   |       |
| 25      | 24 | Carmen Ranigler           | ITA  | 12          | 43.01   | 6           | 43.92   | 1:26.93   |       |
| 26      | 30 | Corinna Boccacini         | ITA  | 15          | 44.49   | 4           | 44.39   | 1:28.88   |       |
| 27      | 26 | Glorija Kotnik            | SLO  | 13          | 46.44   | 3           | 45.67   | 1:32.11   |       |
| 28      | 16 | Fränzi Mägert-Kohli       | SUI  | 8           | 1:09.11 | 2           | 41.65   | 1:50.76   |       |
| 29      | 5  | Kimiko Zakreski           | CAN  | 3           | 41.36   | 10          | DNF     | 9:99.98 ! |       |
| 30 !    | 28 | Aleksandra Żekowa         | BUL  | 14          | DNS     | 16 !        | 99.99 ! | 9:99.99 ! |       |

### 1/8 finału
| Pozycja | Nr | Zawodniczka               | Kraj | Para | Zjazd 1 | Zjazd 2 | Uwagi |
| ------- | -- | ------------------------- | ---- | ---- | ------- | ------- | ----- |
|         | 11 | Marion Kreiner            | AUT  | 1    | ...     | Wygrana | Q 1/4 |
| 16      | 25 | Annamari Czundak          | UKR  | 1    | ...     | +2.29   |       |
|         | 23 | Anke Karstens             | GER  | 2    | ...     | Wygrana | Q 1/4 |
| 12      | 10 | Alexa Loo                 | CAN  | 2    | ...     | +0.01   |       |
| 10      | 3  | Jekatierina Tudiegieszewa | RUS  | 3    | ...     | DSQ     |       |
|         | 6  | Amelie Kober              | GER  | 3    | ...     | ...     | Q 1/4 |
|         | 14 | Jekatierina Iluchina      | RUS  | 4    | ...     | Wygrana | Q 1/4 |
| 14      | 2  | Michelle Gorgone          | USA  | 4    | ...     | +0.21   |       |
| 9       | 1  | Doris Günther             | AUT  | 5    | ...     | +0.41   |       |
|         | 19 | Selina Jörg               | GER  | 5    | ...     | Wygrana | Q 1/4 |
|         | 9  | Ina Meschik               | AUT  | 6    | ...     | Wygrana | Q 1/4 |
| 11      | 21 | Camille De Faucompret     | FRA  | 6    | ...     | +4.88   |       |
|         | 7  | Claudia Riegler           | AUT  | 7    | ...     | Wygrana | Q 1/4 |
| 13      | 4  | Tomoka Takeuchi           | JPN  | 7    | ...     | +12.68  |       |
|         | 8  | Nicolien Sauerbreij       | NDL  | 8    | ...     | Wygrana | Q 1/4 |
| 15      | 17 | Isabella Laböck           | GER  | 8    | ...     | +17.98  |       |

### Ćwierćfinał
| Pozycja | Nr | Zawodniczka          | Kraj | Para | Zjazd 1 | Zjazd 2 | Uwagi |
| ------- | -- | -------------------- | ---- | ---- | ------- | ------- | ----- |
|         | 11 | Marion Kreiner       | AUT  | 9    | ...     | Wygrana | Q 1/2 |
| 5       | 23 | Anke Karstens        | GER  | 9    | ...     | +8.34   |       |
| 8       | 6  | Amelie Kober         | GER  | 10   | ...     | DSQ     |       |
|         | 14 | Jekatierina Iluchina | RUS  | 10   | ...     | ...     | Q 1/2 |
|         | 19 | Selina Jörg          | GER  | 11   | ...     | Wygrana | Q 1/2 |
| 6       | 9  | Ina Meschik          | AUT  | 11   | ...     | +0.08   |       |
|         | 8  | Nicolien Sauerbreij  | NDL  | 12   | ...     | Wygrana | Q 1/2 |
| 7       | 7  | Claudia Riegler      | AUT  | 12   | ...     | +0.30   |       |

### Półfinał
| Nr | Zawodniczka          | Kraj | Para | Zjazd 1 | Zjazd 2 | Uwagi |
| -- | -------------------- | ---- | ---- | ------- | ------- | ----- |
| 11 | Marion Kreiner       | AUT  | 13   | ...     | +0.14   | Q MF  |
| 14 | Jekatierina Iluchina | RUS  | 13   | ...     | Wygrana | Q F   |
| 19 | Selina Jörg          | GER  | 14   | ...     | DNF     | Q MF  |
| 8  | Nicolien Sauerbreij  | NDL  | 14   | ...     | Wygrana | Q F   |

### Finał
| Pozycja | Nr | Zawodniczka          | Kraj | Para | Zjazd 1 | Zjazd 2 | Uwagi |
| ------- | -- | -------------------- | ---- | ---- | ------- | ------- | ----- |
|         | 8  | Nicolien Sauerbreij  | NDL  | 15   | ...     | Wygrana |       |
|         | 14 | Jekatierina Iluchina | RUS  | 15   | ...     | +0.23   |       |
|         | 11 | Marion Kreiner       | AUT  | 16   | ...     | Wygrana |       |
| 4       | 19 | Selina Jörg          | GER  | 16   | ...     | +2.29   |       |